# 大手大橋
大手大橋（おおておおはし）は、新潟県長岡市の信濃川に架かる国道351号の橋長878.3 m（メートル）の桁橋。本項では、橋前後の都市計画道路の整備に関しても併せて述べる。

## 概要

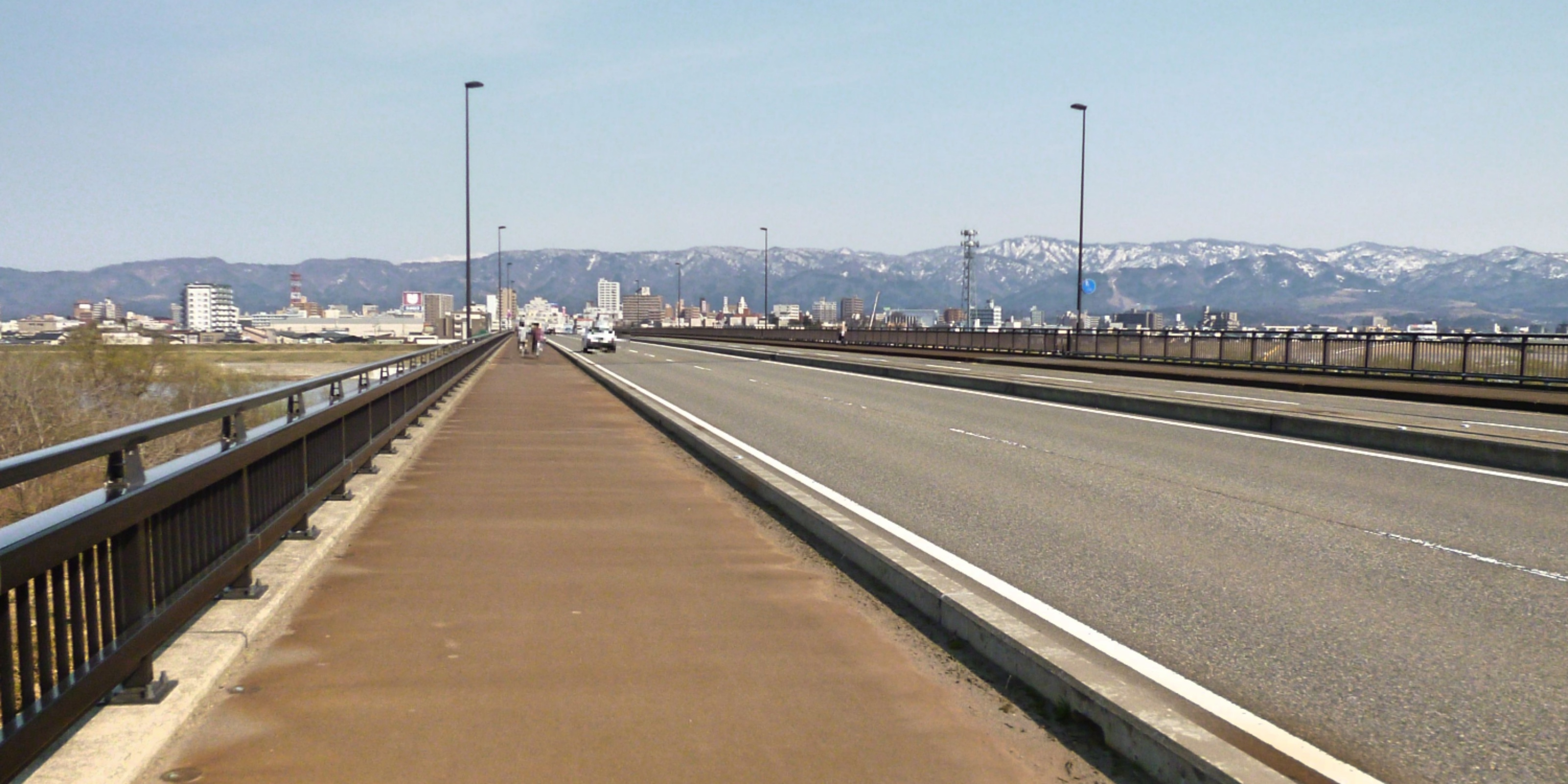
大手大橋

長岡市信濃一丁目と同市草生津町の間に架かる、橋長878.3 m、幅員23.8 mを有する6径間連続非合成狭小箱桁橋。車線は片側2車線の計4車線で、車道両端に自転車歩行者道を備える。
長岡市の川東地域と川西地域とを連絡する橋梁で、当橋梁の下流側には国道8号・長岡バイパスの長岡大橋が、上流側には国道351号等の長生橋が、それぞれ架橋されている。
夏の長岡まつりの「大花火大会」では車両を通行止にし、歩行者天国として開放される。橋梁上には花火見物の観客が数多く訪れ、非常に混雑する。また花火大会では隣の長生橋と共に、橋の下部からナイアガラ花火が打ち落とされる。
大手通りとともに長岡駅大手口から伸びる直線的な経路を構成しており、同通りに接続する表町交差点から大手大橋東詰交差点までは大手大橋通りの愛称が与えられている。

## 歴史

### 計画から暫定2車線開通まで
長岡市は信濃川の両岸に市街地が発達しているが、市内中心部に架かる橋梁は長らく長生橋1本だけしかなかった。1970年（昭和45年）に長岡バイパスが部分開通した際に長岡大橋が開通したものの、両橋梁は朝夕のラッシュ時をはじめ終日にわたって交通量が増大し続けており、市内東西を往来する上で大きな支障となっていた。
これに伴って県と長岡市は市内中心部の交通円滑化を図るため、信濃川右岸側の長岡駅大手口から西へ伸びる「大手通り」から信濃川左岸側へ至る都市計画道路の建設を計画し「第二長生橋」の新設が決定。1974年（昭和49年）秋に市民を対象に名称の一般公募を実施し、10月に「大手大橋」に決定。建設事業は1980年（昭和55年）秋に本体着工となった。建設にあたっては、右岸側で家屋の移転や裁判所用地の変更が行われた。
また、開発の進む長岡ニュータウンを含む川西地域の上水道の供給力増強を図るため、橋梁部には幹線上水道が併設されることとなった。
こうして約70億円の工費と約5年の工期を経て1985年（昭和60年）7月23日、上流側の橋梁を使用した暫定2車線で開通した。なお、左岸側でこのとき開通したのは古正寺町の県道までであり、そこから長岡バイパスへの接続部は1992年（平成4年）に開通している。

### 4車線化と各種改良
とはいえ、市内中心部のメインストリートから伸びる橋梁とあって交通量は年々増大。特に開通以降、川西側では郊外型商業施設の進出が相次いだこともあいまって、渋滞・速度低下が次第に慢性化するなど、暫定2車線では円滑な道路交通の確保が困難になりつつあった。加えて大手通りと大手大橋通りとを結ぶ表町交差点はクランク状の交差点で、大手通りと大手大橋との間を直進することができなかった。この表町のクランクは江戸時代、長岡城へ侵入する敵を防ぐために造られた城下町の小路特有の「鈎の手（かぎのて）」の名残りで、大手通りでは明治維新以降、出火対策を兼ねた道路改修によって順次直線化が進められ、長岡駅大手口 - 表町間の直線化は1924年（大正13年）に完了した。唯一残った表町の鈎の手は1945年（昭和20年）の長岡空襲で市街地が被災した後、県と長岡市が立案した復興計画案において直線化する方針が一旦は立案されたものの、戦後の混乱下で換地が難航したのに加え、当時の技術的な問題などから一部を改修したのみにとどまった。結局その後も鈎の手の直線化は実現に至ることなく、長きにわたって市内中心部の道路交通の大きな障害となっていた。
こうしたことから県と長岡市は暫定開通翌年の1986年（昭和61年）以来、表町 - 大手大橋 - 堺町間・約3.5 kmの全面4車線化を目指して事業を進め、橋梁部を除く箇所は2002年（平成14年）12月までに4車線化を完了。この際に表町交差点の大手大橋通り側の取付部を、大手通り側に合わせて南側へ移転してクランクを解消した。これにより大手通りと大手大橋通りが直線化され、交差点周辺の交通円滑化が図られた。また大手大橋西詰側の取付部でも交差点の改修が行われ、2004年（平成16年）7月28日には丁字路だった大手大橋西詰交差点を十字路とし、長岡市陸上競技場北側を迂回して信濃川左岸・千秋が原方面へ至る市道と直結するなど改良が図られた。この西詰交差点はその後更に改良が加えられ、2007年（平成19年）2月1日、堺町方面の車線に左折車線を増設。大手大橋から千秋が原方面へは常時左折可となっている。
その後大手大橋の4車線化についても2003年（平成15年）から建設が進められ、途中2004年（平成16年）10月23日の新潟県中越地震、2007年（平成19年）7月16日の新潟県中越沖地震による中断を経つつも2008年（平成20年）12月、下流側の新橋梁が竣工した。代わって上流側の既存橋梁で耐震補強などの改修を実施するため、2009年（平成21年）1月6日から既存橋梁を通行止とした上で、新橋梁による暫定2車線の供用を開始した。前述の2度の大規模地震を受けて施工されることになった既存橋梁の耐震補強では、橋脚と桁を連結する「支承」と呼ばれる部材を旧来の固定式のものから、よりエネルギー吸収性能が高いゴム製の免震式のものに交換する工事を実施し、これによって震度7クラスの地震にも耐久できるよう改善された。こうした過程を経て、大手大橋は既存橋梁改修完了後の同年9月8日17時から、4車線での本供用を開始した。長岡市では翌9月9日に「トキめき新潟国体」水泳競技の開催を控えており、市内中心部の渋滞解消が懸案であったが、工期ぎりぎりで開幕に間に合った。引き続き既存橋梁の歩道部の改修を行い、同年度末の2010年（平成22年）春に全面竣工した。

### 4車線化の効果
前述の通り、大手大橋は長岡市内で渋滞が慢性的に発生する場所の1つであった。新潟県長岡地域振興局が大手大橋東詰で行っている平日日中12時間の交通量調査では、1999年（平成11年）が約14,000台、2005年（平成17年）が約16,000台と年々増加し続けている。特に2007年（平成19年）4月20日にモール型ショッピングセンター「リバーサイド千秋」が開業してからは交通量が大幅に増大し、新橋梁竣工後の2009年（平成21年）7月16日の調査では23,355台にまで増加している。加えて橋梁上の両詰付近ではピーク時に100 m前後の渋滞が発生するなどしていたが、本供用開始後の10月14日に実施した調査の結果、交通量は24,536台に増加した一方、橋梁上の最大渋滞長は約60 mにまで軽減され、周辺交差点の渋滞が解消された他、長生橋・長岡大橋の両橋梁でも渋滞が緩和されるなど、市内中心部の交通円滑化に効果を現した。長岡市では4車線化の効果について「川東地域と川西地域の双方にメリットが大きい。川西の郊外店舗に集まる買い物客が（約3 km離れた）川東の既存商店街に行きやすくなるなど相乗効果が期待できるし、市内中心部の再開発事業と併せて、市域の一体的な活性化が期待できる」と展望を明らかにしている。